# Glitch (música)
Glitch, também denominado clicks and cuts é um gênero de música eletrônica que surgiu no final dos anos 90. É descrito como um gênero que adere a uma "estética de fracasso", baseado no uso deliberado de mídias de áudio de falhas eletrônicas (glitchs, em inglês) e outros artefatos sonoros, o que produz o efeito de "cliques e cortes" (clicks and cuts). A manifestação do movimento é muito variada, mas está condensada na série de discos da gravadora Mille Plateaux.
As fontes do material de som do glitch são dispositivos de gravação de áudio com mau funcionamento ou circuitos digitais, tais como skipping de CDs, zumbido elétrico, distorção digital ou analógica, circuitos eletrônicos dobrados, redução de taxa de bits, ruído de hardware, erros de software, falhas ou arranhões e erros do sistema. Em um artigo do Computer Music Journal publicado em 2000, o compositor e escritor Kim Cascone classifica o glitch como um subgênero de eletrônica e usou o termo pós-digital para descrever a estética do problema.

## Glitch hop
Surgido por volta de 1997, nos Estados Unidos, o glitch hop é um subgênero do glitch, cujas origens estilísticas estão no lo-fi, dubstep, drum and bass e neurofunk e que funde elementos do hip hop. Entre as fusões do gênero estão o neurohop e o glitch swing. Os artistas populares do gênero incluem David Tipper, The Glitch Mob, KOAN Sound, Pegboard Nerds, Pretty Lights, GRiZ, Mr. Bill, TheFatRat, Hefe Heetroc, Volant, Opiuo,Mr.Bill and Jersus.

## Artistas notáveis
Artistas associados com o crescimento do gênero em meados dos anos noventa:
- Alva Noto
- Autechre
- Farmers Manual
- Kim Cascone
- Oval
- Pan Sonic
- Peter Rehberg
- Richard Chartier
- Ryoji Ikeda
- Taylor Deupree